# Dialetti italiani meridionali estremi
I dialetti italiani meridionali estremi sono un insieme di dialetti parlati in Calabria, Sicilia, Salento e nel Cilento meridionale con caratteristiche fonetiche e sintattiche comuni tali da costituire un unico gruppo, al quale si ricollega anche la lingua siciliana che, nel Basso Medioevo, ebbe esperienze letterarie di prestigio alla corte di Federico II di Svevia nel Regno di Sicilia.

Tali parlate derivano, senza eccezioni, dal latino volgare e non dal toscano; pertanto segue che il nome "italiano" è un riferimento puramente geografico, usato da studiosi come Giovan Battista Pellegrini che, nella sua trattazione sulle lingue italo-romanze, raggruppò i dialetti dell'Italia centromeridionale in "mediani", "meridionali" (o alto-meridionali, o ancora meridionali-intermedi) e infine "meridionali estremi". Il termine "dialetto" viene usato in questo articolo nel senso italiano e non nell'accezione generale, per la quale il termine dialetto indica una variante di una lingua "maggiore", eventualmente al plurale per indicare le varietà locali.

## Territorio e storia

Mappa dell'Italia di inizio IX secolo; i dialetti italiani meridionali estremi originarono grosso modo nelle zone bizantine di lingua greca in Calabria, Sicilia e Salento. Da notare che i confini del dominio bizantino variarono con l'espansione e la decadenza dell'Impero di Bisanzio.

Il territorio dove si trovano i dialetti meridionali estremi ricalca grosso modo il territorio bizantino nell'Italia del IX secolo. In tale territorio la lingua parlata era il greco, che ancora sopravvive in alcune zone della Calabria e del Salento ed è conosciuto come grico, grecanico, greco d'Italia e altre denominazioni (cfr. minoranza linguistica greca d'Italia).
A un certo punto vi fu una fase di separazione temporanea del destino della Sicilia, che fu conquistata dagli Arabi a partire dal 17 giugno dell'827 fino a formare l'Emirato di Sicilia. L'arrivo dell'arabo cancellò o indebolì parecchio eventuali rimanenze del latino già messo alla prova da Bisanzio, mentre il greco riuscì meglio a resistere. Tanto che quattro secoli dopo Federico II Imperatore del Sacro Romano Impero, pubblicando le Costituzioni di Melfi dovette tradurle anche in greco per raggiungere una maggiore fetta della popolazione. Più di due secoli dopo, nel 1060, il normanno Ruggero I d'Altavilla iniziò l'impresa di riconquista dell'isola, che fu completata nel 1091.
I fratelli Ruggero e Roberto d'Altavilla conquistarono e iniziarono la rilatinizzazione anche delle zone del Salento e della Calabria di lingua greca. La rilatinizzazione dei Normanni aveva carattere sia politico sia religioso, poiché indicava il passaggio dalla chiesa greco-ortodossa alla chiesa di Roma, ma soprattutto dall'islamismo al cristianesimo (come del resto era stato il contrario la diffusione dell'arabo). A dispetto del nome, il latino diffuso non fu il latino classico, ma il latino ecclesiastico dell'epoca, già piuttosto evoluto in direzione delle lingue romanze moderne.
Delle tre regioni Calabria, Salento e Sicilia in cui si parlano i dialetti meridionali estremi, la maggiore unità linguistica si ha in Sicilia, come fa notare lo stesso Gerhard Rohlfs. Questa (relativa) unità deriverebbe da diversi fattori, sia geografici (non è percorsa da monti che rendono più difficili le comunicazioni come la Calabria), sia da fattori culturali, poiché il passaggio dall'arabo al romanzo è molto più brusco e meno graduale di quello dal greco al latino, interrompendo più efficacemente l'influenza dell'arabo sulla parlata romanza. Il percorso dal greco al latino invece non ha cancellato del tutto delle isole linguistiche greche, che tuttora si sforzano a mantenere e tramandare la loro lingua.
Dopo la successione degli Hohenstaufen al posto dei Normanni, in Sicilia si ha l'apice letterario della lingua, la quale dopo il periodo di diffusione e "rodaggio" normanno-svevo, viene usata come lingua letteraria alla corte dell'imperatore Federico II, quando nelle altre corti d'Italia a tale scopo si usava ancora un latino compreso solo dai dotti. L'esempio siciliano funse da stimolo ed esercitò grande influenza sulle varie scuole di "volgare" letterario. Non per ultima fu la scuola toscana a subire il fascino e l'influenza della poesia siciliana; e dalla scuola toscana si svilupperà, come è noto, la lingua italiana moderna.

## Classificazione
Tradizionalmente sono ascritti al gruppo i dialetti del Salento (corrispondente all'intera provincia di Lecce, alla porzione centro-meridionale di quella di Brindisi e quella sud-orientale di quella di Taranto, a sud della soglia messapica), dell'intera Sicilia e della Calabria centro-meridionale (a sud della Sila).
Sono geograficamente ripartiti in tre gruppi:
- Siciliano, che occupa l'intero territorio della Sicilia e della provincia di Reggio Calabria[8][9] e ha un carattere abbastanza unitario; comprende al suo interno le isole linguistiche arbëreshë, gallo-italica e grecaniche.
- Salentino, a sud della linea Ostuni-Ceglie-Taranto; comprende al suo interno l'area linguistica ellenofona della Grecìa salentina e il centro di lingua arbëreshë San Marzano di San Giuseppe.
- Calabrese centro-meridionale, approssimativamente a sud del fiume Coscile (a nord del quale sono in uso i dialetti meridionali intermedi[10] dell'area Lausberg); comprende al suo interno le aree linguistiche arbëreshë e grecanica di Calabria. È suddiviso nei sottogruppi calabrese centrale e calabrese meridionale (quest'ultimo praticamente una varietà continentale di siciliano[11]).

Sebbene al di fuori di Puglia, Calabria e Sicilia può essere citato ed eventualmente incluso il cilentano meridionale, un'isola linguistica nel salernitano.
All'interno di questo complesso sistema si inseriscono le già citate isole alloglotte grecaniche in Bovesia e in Salento, quelle derivate da immigrazioni dovute spesso a persecuzioni, come quella albanese (arbëreshë) in Calabria e Sicilia, quella gallo-italica in Sicilia e l'occitano di Guardia Piemontese in Calabria.

## Caratteristiche comuni
Le principali caratteristiche che accomunano i dialetti meridionali estremi differenziandoli dal resto dei dialetti dell'area meridionale sono:
- il sistema vocalico siciliano, caratteristica non presente però in molti dialetti della Calabria centro-settentrionale[12];
- la presenza di tre vocali finali ben percepibili nella maggior parte dei dialetti di quest'area: -i, -u, -a; nel Cosentino[12] e nel Salento centro-meridionale, tuttavia, si conserva anche la -e finale;
- la pronuncia cacuminale o retroflessa di -DD- derivante da -LL-. Tale fenomeno si riscontra anche in parte della Campania e della Basilicata;
- il mantenimento delle consonanti occlusive sorde dopo le nasali: (egli) "mangia" sarà dunque pronunciato mancia e non mangia. Tale fenomeno è però assente nel Cosentino[12], mentre nei dialetti salentini sono presenti entrambe le forme (es. iḍḍu mangia/mancia, spinge/spince, punge/punce)
- l'assenza di infiniti tronchi diffusi dall'Alto Mezzogiorno fino alla Toscana (pertanto si ha cantare o cantari  e non cantà). Anche sotto questo aspetto il dialetto cosentino fa eccezione, mentre i dialetti salentini alternano (es. "pozzu scire/sci')
- l'uso del preterito con desinenze simili al passato remoto italiano e la non distinzione tra passato prossimo e passato remoto; tuttavia tale fenomeno manca nella Calabria centro-settentrionale (a nord della linea Lamezia Terme-Sersale-Crotone)[12];

Tra gli studiosi più importanti di questa e altre lingue d'Italia si ricorda il tedesco Gerhard Rohlfs.

## Diffusione attuale
I vari dialetti italiani meridionali estremi sono ancora parlati quotidianamente, anche se il loro uso è limitato ai contesti poco formali ed è perlopiù orale. A scuola non viene parlato tra alunni e insegnanti, ma solo, eventualmente, tra alunni e alunni e più raramente tra insegnanti e insegnanti, soprattutto nei centri più piccoli. Esistono esempi di usi letterari con tanto di concorsi (principalmente poesia), rappresentazioni teatrali e in alcuni casi anche film (va citato Edoardo Winspeare coi suoi film in salentino). Quasi assenti altri generi come i romanzi, anche se è da citare l'abbondante uso della lingua siciliana in opere di fama internazionale di Andrea Camilleri, almeno nella versione italiana.